# السيدة الثانية (فلم)
السيدة الثانية هو فيلم لبناني تم إصداره في عام 2015.

## القصة
دهب (ماجي بوغصن) فتاة درست بالجامعة وتخرجت منها، وبعد التخرج بدأت الرحلة الشاقة للبحث عن وظيفة، ولحسن حظها أنه قد وقع عليها الاختيار لكي تعمل هي وحبيبها في القصر الجمهوري، ومع الأهمية القصوى للمكان الذي يعملان به يصير كل منهما همزة وصل فارقة بين الشعب ورئيس الجمهورية، مما يؤدي إلى زيادة شعبيتهما.